# Teemu Aalto
Teemu Aalto, född den 30 mars 1978 i Karleby, Finland, är en finländsk före detta ishockeyspelare. Aaltos moderklubb är Hermes och han gjorde debut Liiga med HPK säsongen 1999/00. Han spelade fem säsonger för klubben och tog tre brons. Därefter tillbringade han två säsonger med Timrå IK i Elitserien. Han spelade dessutom en handfull matcher i Schweiz, för SC Bern och HC Sierre i NLA respektive NLB. Aalto återvände till den finska ligan inför säsongen 2006/07 och tillbringade de två efterföljande säsongerna med Tappara, med vilka han tog sitt fjärde finska brons 2008.
Efter att ha spelat en säsong för Linköping HC i Elitserien 2008/09, tillbringade Aalto återstoden av sin spelarkarriär i Liig]. Efter en säsong med Oulun Kärpät spelade han under två år för Lukko och tog ytterligare ett brons 2011. Han återvände till Tappara och spelade fyra mästerskapsfinaler i följd, de tre första slutade med silver, medan säsongen 2015/16 slutade med Aaltos första finska guld. Han avslutade sin karriär efter ytterligare en säsong, med sin femte Liigaklubb; Ilves.

## Karriär

### 1994–2004: Början av karriären och HPK
Aalto påbörjade sin ishockeykarriär i moderklubben Hermes, men flyttade 1994 till Tappara där han två säsonger i följd vann det inhemska U18-mästerskapet. Säsongen 1995/96 gjorde Aalto också debut med Tapparas J20-lag. Den följande säsongen återvände han till sin moderklubb och spelade för dess seniorlag, som tog silver i den finska andraligan säsongen 1997/98. Säsongen därpå var han lagkapten i Hermes och noterades för 38 poäng på 48 grundseriematcher (14 mål, 24 assist), vilket väckte intresse från större klubbar.
Inför säsongen 1999/00 värvades Aalto till HPK i Liiga. Under sin första säsong i ligan stod han för tio poäng på 54 grundseriematcher (tre mål, sju assist). Laget slutade på andra plats i grundserien och tog därefter ett brons då man slagits ut av Jokerit i semifinalserien med 3–0 i matcher och därefter vunnit bronsmatchen mot HIFK med 5–2. På åtta slutspelsmatcher gick Aalto poänglös. Den efterföljande säsongen misslyckades laget att ta sig till slutspel. Aalto förbättrade dock sin poängnotering från förra säsongen med två poäng. På 53 grundseriematcher stod han för tre mål och nio assist. Under denna säsong spelade han också två matcher som utlånad till klubben FPS i den finska andraligan Mestis.
Säsongen 2001/02 gjorde Aalto sin poängmässigt bästa säsong i Liiga och var en av seriens poängmässigt bästa försvarare. På 56 grundseriematcher noterades han för 30 poäng, vilket gav honom en tredjeplats i backarnas poängliga. Med 13 gjorda mål var han också näst bäst bland backarna i Liiga, bakom lagkamraten Sebastian Sulku. Laget slutade tvåa i grundserien, en poäng bakom Tappara. I slutspelet slogs laget åter ut av Jokerit i semifinalserien, denna gång med 3–1 i matcher. HPK tog återigen ett brons, sedan man besegrat HC TPS med 3–1 i matchen om tredjepris.

### 2004–2009: Sverige, Schweiz och Tappara
Den 8 april 2004 bekräftades det att Aalto lämnat Finland och skrivit ett tvåårsavtal med Timrå IK i Elitserien. Han gjorde Elitseriedebut den 20 september samma år, i en 5–0-förlust mot Luleå HF. Månaden därpå, den 14 oktober, gjorde han sitt första mål i ligan, på landsmannen Fredrik Norrena, i en 5–2-seger mot Linköping HC. Aalto var lagets poängmässigt bästa back under grundserien och slutade på femte plats i poängligan för backar. Han spelade samtliga 50 grundseriematcher och noterades för 28 poäng. Med 23 assistpoäng var han näst bäst bland samtliga backar i ligan, bakom Magnus Johansson. Han var också den i Timrå med bäst plus/minus-statistik (16). Timrå slutade på tredje plats i grundserien och föll sedan efter en sju matcher lång kvartsfinalserie mot Djurgårdens IF.
Aalto spelade ytterligare en säsong för Timrå. För andra säsongen i följd vann han den interna poängligan bland backarna i laget. Laget misslyckades att ta sig till slutspel och på 49 grundseriematcher noterades han för 20 poäng, varav tre mål. Med 17 assistpoäng vann han lagets interna assistliga. Aalto lämnade Timrå innan säsongens sista grundseriematch. Den 6 mars 2006 bekräftades det att han skulle komma att ansluta till den schweiziska klubben SC Bern i NLA. På grund av magsjuka hann han dock endast spela en match för klubben, men fortsatte säsongen med HC Sierres i den schweiziska andraligan. På fyra matcher med Sierres stod Aalto för fem assistpoäng.
Aalto återvände till Tappara inför säsongen 2006/07 då han skrivit ett tvåårskontrakt med option på ytterligare ett år. Han utsågs till en av klubbens assisterande lagkapten. Aalto stod för 30 poäng på 56 grundseriematcher. Med 23 assistpoäng så var han den back i laget som stod för flest assister. Tappara slutade på femte plats i grundserien och slogs sedan ut i kvartsfinal av Esbo Blues med 4–1 i matcher. Den efterföljande säsongen vann Aalto backarnas poängliga med 40 poäng på 56 matcher, varav 15 mål. Denna säsong tog sig Tappara, som slutade på fjärde plats i grundserien, till semifinal där man besegrades av Kärpät med 4–0 i matcher. I den efterföljande bronsmatchen vann dock laget mot Jokerit med 3–4 och Aalto tilldelades därmed sitt fjärde finska brons.
Den 27 april 2008 bekräftades det att Aalto flyttat tillbaka till Elitserien då han skrivit ett tvåårsavtal med Linköping HC. Han var i grundserien lagets poängmässigt bästa back med 29 poäng på 47 matcher. Han var också den back som stod för flest mål (11) och flest assist (18). Laget, som slutade tvåa i grundserien, slogs därefter ut i kvartsfinalserien av Skellefteå AIK med 3–4 i matcher. Den 3 augusti 2009 bekräftades det att Linköping brutit avtalet med Aalto och enligt sportchefen Johan Hemlin berodde uppsägningen på rent ekonomiska skäl.

### 2009–2017: Återkomst till Finland
I samband med Aaltos uppbrott med Linköping rapporterades det att han fått kontraktsförslag från flera olika klubbar, däribland HV71. Valet föll till slut på Oulun Kärpät och en flytt tillbaka till Finland och ett nyskrivet tvåårsavtal. Aalto spelade 52 grundseriematcher och var den back i laget som gjorde flest mål (13) såväl som poäng (26). Laget slutade på nionde plats i grundserien och slogs ut i kvartsfinalserien av JYP med 4–3 i matcher. På tio slutspelsmatcher stod Aalto för två assistpoäng. Den 12 maj 2010 bekräftades det att Kärpät brutit avtalet med Aalto.
Dagen därpå stod det klart att Aalto skrivit ett tvåårsavtal med seriekonkurrenten Lukko. Aalto utsågs till en av de assisterande lagkaptenerna i Lukko. Säsongen 2010/11 slutade han på tiondeplats i backarnas poängliga. På 57 grundseriematcher stod han för 27 poäng, varav åtta mål. Med dessa noteringar vann han också i respektive kategori bland backarna i Lukko. Laget slutade på fjärde plats i grundserien och slogs ut i semifinalserien av HIFK med 4–1 i matcher. I den följande bronsmatchen vann man mot JYP med 2–4 och tilldelades därmed sitt femte finska brons. Säsongen 2011/12 vann Aalto för andra gången i följd backarnas interna poängliga i Lukko. På 54 grundseriematcher noterades han för 30 poäng, varav nio mål. Laget slutade nia i grundserien och slogs sedan omgående ut av Esbo Blues med 2–1 i matcher.
Den 2 maj 2012 presenterades Aalto som ett av Tapparas nyförvärv och det meddelades samtidigt att han skrivit ett tvåårsavtal med option på ytterligare en säsong med klubben. Aalto slutade på tredje plats i grundseriens poängliga för backar. Han var också den back i Tappara som gjorde flest poäng (28) och assistpoäng (22). Laget slutade på andraplats i grundserien och tog sig till därefter till final i det efterföljande slutspelet genom att slå ut HIFK (4–1) och Lukko (4–0). I finalserien föll man dock mot Ässät med 4–2 i matcher. Aalto tilldelades sitt första finska silver och i slutspelet vann han backarnas poängliga med 12 poäng på 15 spelade matcher. Dessutom var han den back som gjorde flest mål i slutspelet (5). Säsongen 2013/14 var Aaltos poängmässigt sämsta sedan 2000/01. På 50 grundseriematcher stod han för 16 poäng, varav sex mål. För andra säsongen i följd tilldelades Aalto ett finskt silver sedan man förlorat finalserien mot Kärpät med 4–3 i matcher. Den 30 januari 2015 meddelades det att Aalto förlängt sitt avtal med Tappara med en säsong och dessutom med option på ytterligare ett år. I grundserien stod Aalto för 35 poäng (11 mål, 24 assist) på 59 grundseriematcher. Med denna notering vann han Liigas poängliga för backar. För tredje säsongen i rad föll Tappara i finalserien, och likt föregående säsong föll man mot Kärpät med 3–3 i matcher. Aalto tilldelades därmed sitt tredje finska silver.
Säsongen 2015/16 kom att bli Aaltos sista med Tappara. Han var Tapparas poängmässigt bästa back i grundserien då han på 50 matcher stod för 25 poäng, varav fyra mål. Laget slutade på tredje plats i grundserien och slog i det efterföljande slutspelet ut Lukko (4–1) och Kärpät (4–3) i kvarts-, respektive semifinal. Tappara spelade därefter final för fjärde säsongen i följd. Denna gång vann man, med 4–2 i matcher, mot HIFK. På 14 matcher noterades Aalto för två mål. Den 3 maj 2016 bekräftades det att Aalto lämnat Tappara för spel med seriekonkurrenten Ilves. Han utsågs till en av de assisterande lagkaptenerna i Ilves. Laget var det sista att ta sig till slutspel då man slutade på tionde plats i grundserien. Aalto var lagets poängmässigt bästa back med 20 poäng (4 mål, 16 assist) på 60 matcher. Ilves besegrade Ässät med 2–1 i play-in, innan man besegrades av Tappara med 4–3 i kvartsfinalserien. På tio matcher stod Aalto för tre assistpoäng.
Den 5 maj 2017 meddelades det att Aalto valt att avsluta sin karriär som ishockeyspelare.

## Statistik
| 1999–00           | HPK               | Liiga             | 54  | 3   | 7   | 10  | 12  | 8   | 0  | 0  | 0  | 0   |
| 2000–01           | HPK               | Liiga             | 53  | 3   | 9   | 12  | 34  | —   | —  | —  | —  | —   |
| 2000–01           | FPS               | Mestis            | 2   | 0   | 0   | 0   | 0   | —   | —  | —  | —  | —   |
| 2001–02           | HPK               | Liiga             | 56  | 13  | 17  | 30  | 40  | 8   | 0  | 1  | 1  | 4   |
| 2002–03           | HPK               | Liiga             | 54  | 9   | 15  | 24  | 34  | 13  | 2  | 1  | 3  | 10  |
| 2003–04           | HPK               | Liiga             | 56  | 13  | 13  | 26  | 38  | 8   | 1  | 2  | 3  | 10  |
| 2004–05           | Timrå IK          | Elitserien        | 50  | 5   | 23  | 28  | 56  | 7   | 1  | 1  | 2  | 6   |
| 2005–06           | Timrå IK          | Elitserien        | 49  | 3   | 17  | 20  | 52  | —   | —  | —  | —  | —   |
| 2005–06           | SC Bern           | NLA               | —   | —   | —   | —   | —   | 1   | 0  | 0  | 0  | 0   |
| 2005–06           | HC Sierre         | NLB               | —   | —   | —   | —   | —   | 4   | 0  | 5  | 5  | 6   |
| 2006–07           | Tappara           | Liiga             | 56  | 7   | 23  | 30  | 84  | 5   | 1  | 0  | 1  | 6   |
| 2007–08           | Tappara           | Liiga             | 56  | 15  | 25  | 40  | 56  | 11  | 1  | 3  | 4  | 14  |
| 2008–09           | Linköping HC      | Elitserien        | 47  | 11  | 18  | 29  | 36  | 7   | 1  | 3  | 4  | 4   |
| 2009–10           | Oulun Kärpät      | Liiga             | 52  | 13  | 13  | 26  | 54  | 10  | 0  | 2  | 2  | 10  |
| 2010–11           | Lukko             | Liiga             | 57  | 8   | 19  | 27  | 44  | 12  | 0  | 4  | 4  | 8   |
| 2011–12           | Lukko             | Liiga             | 54  | 9   | 21  | 30  | 54  | 3   | 0  | 1  | 1  | 4   |
| 2012–13           | Tappara           | Liiga             | 58  | 6   | 22  | 28  | 50  | 15  | 5  | 7  | 12 | 16  |
| 2013–14           | Tappara           | Liiga             | 50  | 6   | 10  | 16  | 42  | 19  | 0  | 1  | 1  | 14  |
| 2014–15           | Tappara           | Liiga             | 59  | 11  | 24  | 35  | 26  | 20  | 2  | 6  | 8  | 14  |
| 2015–16           | Tappara           | Liiga             | 50  | 4   | 21  | 25  | 18  | 14  | 2  | 0  | 2  | 2   |
| 2016–17           | Ilves             | Liiga             | 60  | 4   | 16  | 20  | 44  | 10  | 0  | 3  | 3  | 0   |
| Liiga totalt      | Liiga totalt      | Liiga totalt      | 815 | 124 | 255 | 379 | 630 | 156 | 14 | 31 | 45 | 112 |
| Elitserien totalt | Elitserien totalt | Elitserien totalt | 146 | 19  | 58  | 77  | 144 | 14  | 2  | 4  | 6  | 10  |